# 岡本知剛
岡本 知剛（おかもと ともたか、1990年6月29日 - ）は、広島県尾道市出身の元プロサッカー選手。ポジションはミッドフィールダー。並木学院高等学校卒業。

## 来歴
フェニックス尾道SC時代に島卓視にスカウトされ、サンフレッチェ広島の提携スクールであるサンフレッチェびんごジュニアユースに入団した。同期に井林章。中学2年ではFWとして活躍し、JFAストライカーキャンプのメンバーに選ばれたことがある。その後はボランチとしてプレー、中学3年から広島ユースに早期昇格している。同級生に原裕太郎。高校1年からボランチとしてレギュラーをつかみ、2006年Jユースカップ優勝、2007年高円宮杯準優勝に貢献した。
また年代別代表にはU-15から選出され、2006年には城福浩率いるU-17代表に選出され、ボランチのレギュラーとしてAFC U-17選手権2006および2007 FIFA U-17ワールドカップに出場。特に優勝したAFC選手権では活躍を見せ、柿谷曜一朗・水沼宏太・山田直輝と共に大会公式サイトで「ファンタスティック・フォー」と称された。
2008年、春のトップチームキャンプに参加、この時認められトップへ2種登録に。同年6月、本人の強い希望により高校卒業を待たずにプロ契約を結び、正式にトップチームに昇格。髙萩洋次郎以来、球団史上2人目となる高卒前のプロ契約となった。それと平行して広島県立吉田高等学校から単位制の並木学院高等学校へ転校し2009年3月に卒業。
また2008年、牧内辰也率いるU-19代表に選出され、右SBのレギュラーとしてAFC U-19選手権2008に出場。同年には中盤に怪我人や体調不良が続出したことに伴い、J2最終節対徳島ヴォルティス戦でプロデビューを飾った。翌2009年10月、対ガンバ大阪戦でJ1デビュー。しかし、以降は怪我もあり出場機会を得られなかった。
2011年、出場機会を求め当時J2のサガン鳥栖に期限付き移籍する。その前年までの鳥栖はボランチが弱点の一つであったことから、尹晶煥によりレギュラーに抜擢され藤田直之とともにダブルボランチを形成、同年度のJ1昇格に貢献した。翌2012年も期限付き移籍延長により引き続き鳥栖に在籍し、主力としてJ1昇格1年目の鳥栖の上位進出に貢献した。
2013年、広島へ復帰する。AFCチャンピオンズリーグ2013では全6試合に先発出場し、リーグ戦やカップ戦のほぼ全ての試合でベンチ入りを果たすも、青山敏弘と森崎和幸の前に国内公式戦での出場機会は前年より減らす形になった。
2014年、再びサガン鳥栖への期限付き移籍、主力として活躍しシーズン中である同年6月に完全移籍した。2016年7月に湘南ベルマーレへ期限付き移籍。
2019年シーズンはロアッソ熊本に加入した。開幕当初は怪我で出遅れたが、復帰するとスタメンの座を確保しチームの首位躍進に貢献した。夏に重傷の怪我を負い手術を受け長期離脱となったがシーズン終盤に復帰した。2020年シーズンは攻撃的MFの位置での起用が多く、ボール保持時間を長くするチーム戦術に貢献し、機を見て最前線へ飛び出す動きなどで活躍した。
2021年12月4日、現役引退が発表された。

## 人物・エピソード
- Jリーグ史上初めて、J1・J2・J3全てのカテゴリーで優勝メンバーとなった経験を持つ選手である（2008年広島でJ2優勝、2013年広島でJ1優勝、2021年熊本でJ3優勝）。ただし、前述のとおり2008年はシーズン途中でプロ契約を結んでおり、フルシーズン在籍しての全カテゴリー制覇は2023年の森脇良太が初となる[12]。

## 個人成績
| 国内大会個人成績 | 国内大会個人成績 | 国内大会個人成績 | 国内大会個人成績 | 国内大会個人成績 | 国内大会個人成績 | 国内大会個人成績 | 国内大会個人成績 | 国内大会個人成績 | 国内大会個人成績 | 国内大会個人成績 | 国内大会個人成績 |
| 年度             | クラブ           | 背番号           | リーグ           | リーグ戦         | リーグ戦         | リーグ杯         | リーグ杯         | オープン杯       | オープン杯       | 期間通算         | 期間通算         |
| 年度             | クラブ           | 背番号           | リーグ           | 出場             | 得点             | 出場             | 得点             | 出場             | 得点             | 出場             | 得点             |
| 日本             | 日本             | 日本             | 日本             | リーグ戦         | リーグ戦         | リーグ杯         | リーグ杯         | 天皇杯           | 天皇杯           | 期間通算         | 期間通算         |
| ---------------- | ---------------- | ---------------- | ---------------- | ---------------- | ---------------- | ---------------- | ---------------- | ---------------- | ---------------- | ---------------- | ---------------- |
| 2008             | 広島             | 32               | J2               | 1                | 0                | -                | -                | 0                | 0                | 1                | 0                |
| 2009             | 広島             | 32               | J1               | 3                | 0                | 2                | 0                | 2                | 0                | 7                | 0                |
| 2010             | 広島             | 32               | J1               | 0                | 0                | 0                | 0                | 1                | 0                | 1                | 0                |
| 2011             | 鳥栖             | 6                | J2               | 34               | 1                | -                | -                | 0                | 0                | 34               | 1                |
| 2012             | 鳥栖             | 6                | J1               | 26               | 0                | 4                | 0                | 1                | 0                | 31               | 0                |
| 2013             | 広島             | 15               | J1               | 6                | 0                | 0                | 0                | 2                | 0                | 8                | 0                |
| 2014             | 鳥栖             | 6                | J1               | 19               | 0                | 4                | 0                | 3                | 0                | 26               | 0                |
| 2015             | 鳥栖             | 6                | J1               | 11               | 0                | 3                | 0                | 1                | 0                | 15               | 0                |
| 2016             | 鳥栖             | 6                | J1               | 10               | 0                | 3                | 0                | -                | -                | 13               | 0                |
| 2016             | 湘南             | 5                | J1               | 1                | 0                | -                | -                | 2                | 0                | 3                | 0                |
| 2017             | 松本             | 23               | J2               | 5                | 0                | -                | -                | 2                | 0                | 7                | 0                |
| 2018             | 松本             | 23               | J2               | 11               | 1                | -                | -                | 2                | 0                | 13               | 1                |
| 2019             | 熊本             | 31               | J3               | 21               | 3                | -                | -                | 1                | 0                | 22               | 3                |
| 2020             | 熊本             | 31               | J3               | 33               | 1                | -                | -                | -                | -                | 33               | 1                |
| 2021             | 熊本             | 31               | J3               | 14               | 0                | -                | -                | 0                | 0                | 14               | 0                |
| 通算             | 日本             | 日本             | J1               | 76               | 0                | 16               | 0                | 12               | 0                | 104              | 0                |
| 通算             | 日本             | 日本             | J2               | 51               | 2                | -                | -                | 4                | 0                | 45               | 2                |
| 通算             | 日本             | 日本             | J3               | 68               | 4                | -                | -                | 1                | 0                | 69               | 4                |
| 総通算           | 総通算           | 総通算           | 総通算           | 195              | 6                | 16               | 0                | 17               | 0                | 228              | 6                |

| 国際大会個人成績 | 国際大会個人成績 | 国際大会個人成績 | 国際大会個人成績 | 国際大会個人成績 |
| 年度             | クラブ           | 背番号           | 出場             | 得点             |
| AFC              | AFC              | AFC              | ACL              | ACL              |
| ---------------- | ---------------- | ---------------- | ---------------- | ---------------- |
| 2010             | 広島             | 32               | 1                | 0                |
| 2013             | 広島             | 15               | 6                | 0                |
| 通算             | AFC              | AFC              | 7                | 0                |

## 出場歴
アンダーカテゴリー
- Jユースカップ (2006年 優勝)
- 日本クラブユース選手権 U-18 (2007年 3位)
- 高円宮杯全日本ユース選手権 (2007年 準優勝)
- その他：KFA 第23回熊本県サッカー選手権大会 (2019.5.12) 1試合1得点

トップチーム
- 初ベンチ入り：2008年6月21日 J2第21節 対水戸ホーリーホック戦 (笠松運動公園陸上競技場)
- 公式戦初出場：2008年12月6日 J2第45節 対徳島ヴォルティス戦 (広島ビッグアーチ)
  - 先発出場、ハーフタイムに桒田慎一朗と交代
- 公式戦初得点：2011年6月4日 J2第15節 対徳島ヴォルティス戦 (ベストアメニティスタジアム)
  - 先発出場、42分ゴール、87分丹羽竜平と交代

## タイトル

### クラブ
サンフレッチェ広島
- Jリーグ ディビジョン1：1回（2013年）
- Jリーグ ディビジョン2：1回（2008年）
- ゼロックススーパーカップ：2回（2008年、2013年）

松本山雅FC
- J2リーグ：1回（2018年）

ロアッソ熊本
- 熊本県サッカー選手権大会：2回（2019年、2021年）
- J3リーグ：1回（2021年）

## 代表歴
- 2005年：U-15代表 AFC U-17選手権2006予選 2試合0ゴール
- 2006年：U-16代表 AFC U-17選手権2006 優勝 6試合1ゴール
- 2007年
  - U-17代表 2007 FIFA U-17ワールドカップ 3試合1ゴール
  - U-18代表 AFC U-19選手権2008予選 1試合0ゴール
- 2008年：U-19代表 AFC U-19選手権2008 3試合0ゴール